# Karviná
Karviná (polsky Karwina, německy Karwin) je statutární město v okrese Karviná v Moravskoslezském kraji. Moderní lázeňské, universitní a historické slezské královské město na území historického Slezska, 90 km západně od polského Krakova na řece Olši. Karviná je také turistickým a ekonomickým městem Slezské metropolitní oblasti a největším českým městem na řece Olši. Středem dnešního města Karviná je původní slezské knížecí město Fryštát s rezidenčním hradem jedné z větví slezských Piastovců.
Karviná vznikla roku 1949 přemístěním obyvatel původní hornické Karvinné na fryštátské Horní Předměstí, které se silně rozvíjelo již od konce 19. století. Úředním spojením těchto dvou měst a připojením Ráje, Darkova a Starého Města vzniklo nové město s názvem Karviná, nicméně historickým základem Karviné je slezská knížecí rezidence Fryštát s tisíciletou historií, na jehož katastru nové město stojí. Po druhé světové válce byl Fryštát sloučen s okolními obcemi pod názvem Karviná a v novém městě byl zahájen projekt Velká Karviná s výstavbou nového městského centra a nových sídlišť okolo historického Fryštátu. Dnes žije ve městě přibližně 49 tisíc obyvatel s významnou slovenskou a polskou menšinou. Celý okres čítá na 240 000 obyvatel.

## Název
Původní slovanská podoba jména zněla Karvina a byla odvozena od místního staropolského karw(a) – „kráva“, které hláskově neodpovídá spisovnému polskému krowa. Jméno osady tedy znamenalo „kraví ves“. Vesnice Karvina je v nejstarším dokladu z roku 1331 pojmenována též souběžným německým Arnoldsdorf („Arnoldova ves“), které nicméně krátce nato vyšlo z užívání. Alois Vojtěch Šembera použil na své mapě Moravy podobu Karvín, na počátku 20. století se pak používala podoba Karvinná. Slovanský název Karviná používá současné město od 1. ledna roku 1949, kdy bylo sloučeno s Fryštátem (původem slezsko-germánský Freistadt) a následně připojeny další vesnice. Znak město převzalo od Fryštátu, jehož název se z germánštiny překládá jako "Svobodné město". 

## Poloha a význam

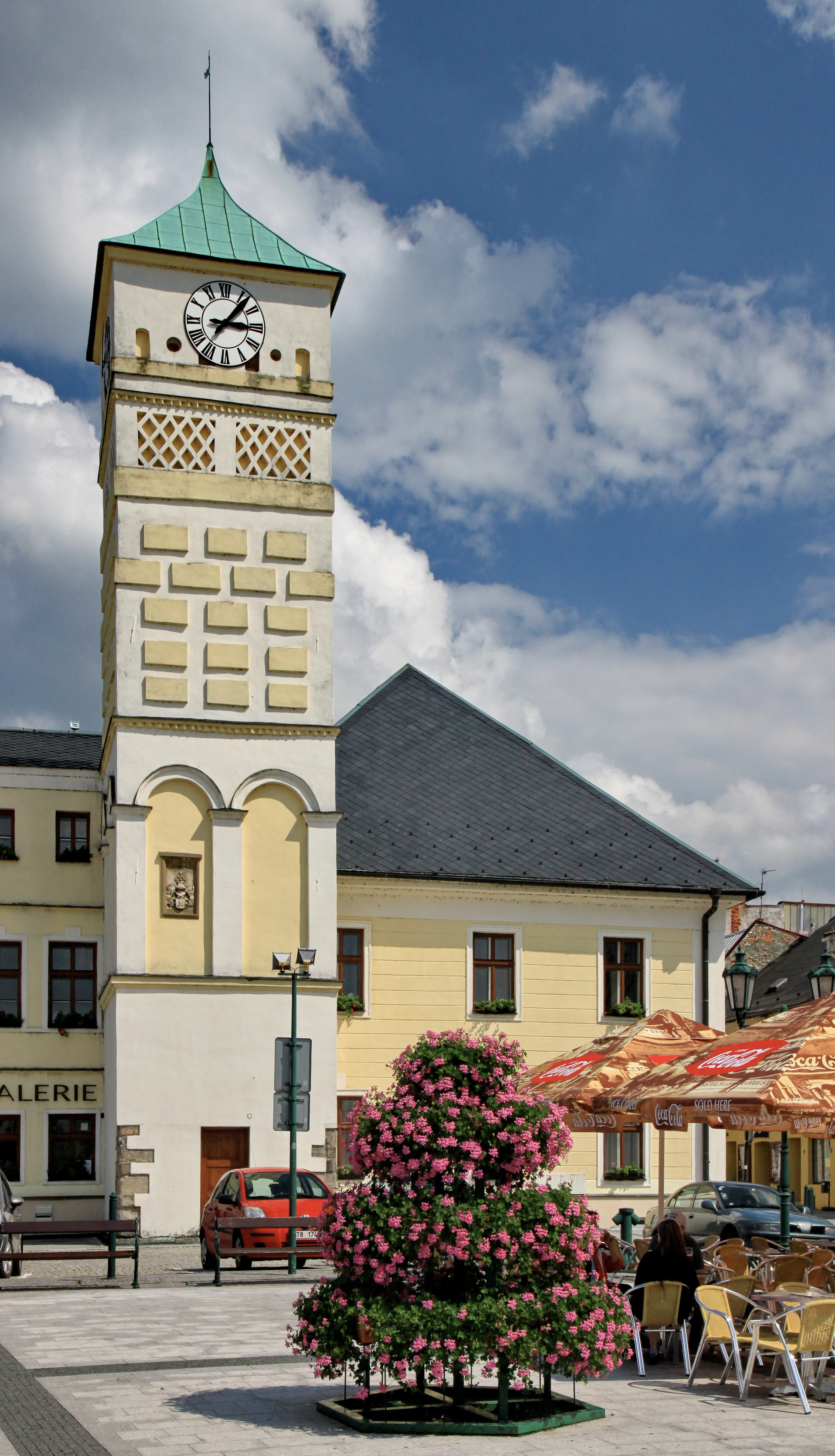
Renesanční věž postavil slezský kníže Fridrich Kazimír

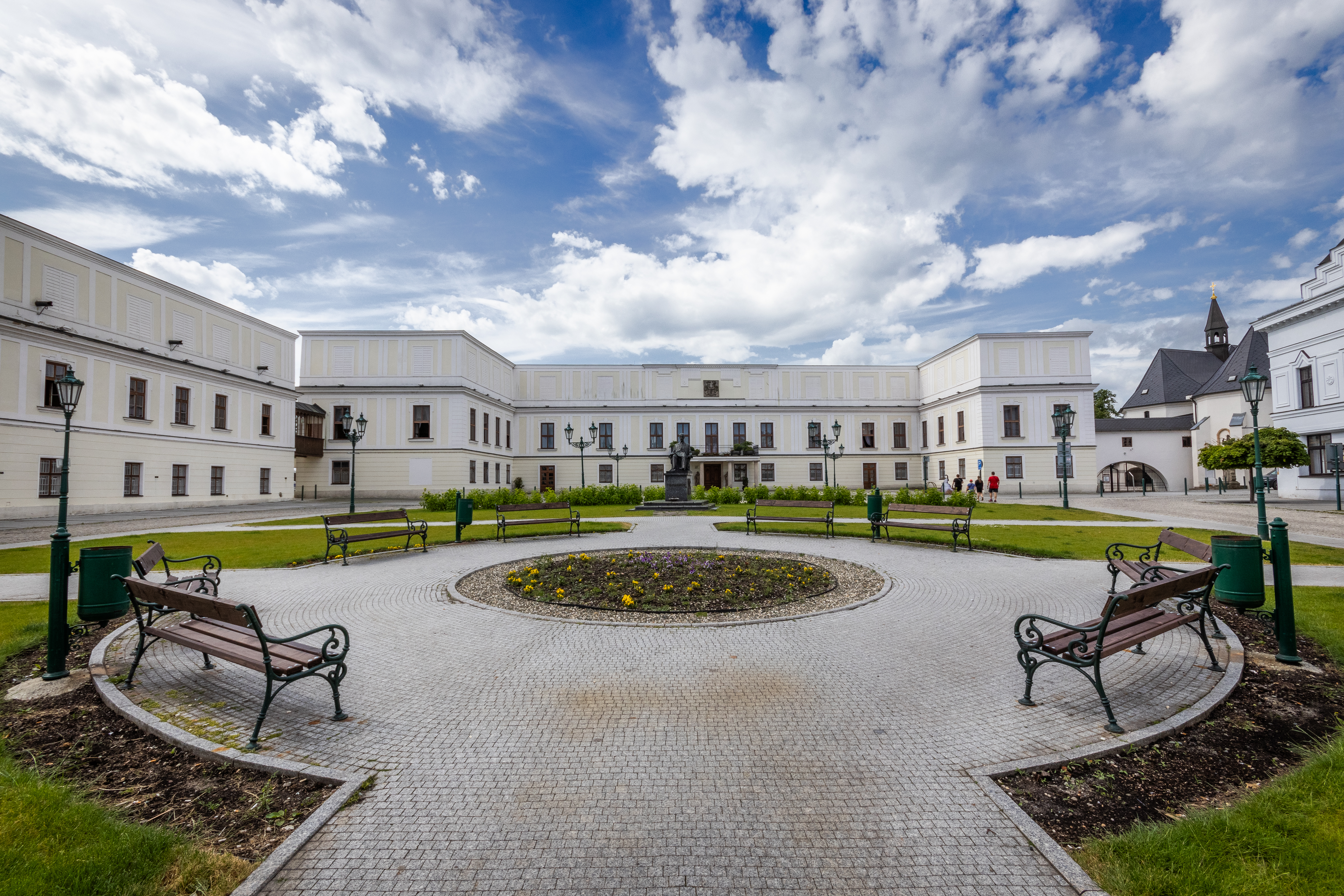
Zámek Fryštát

Význam Karviné (a dříve Fryštátu) v minulosti předurčovala její strategicky výhodná poloha na obchodní cestě z Uher do Pobaltí, která již od konce 13. století měla obchodní, hospodářský, kulturní a rezidenční význam pro celou zdejší slezskou oblast. Počátky založení se uvádějí do doby rozpadu Velkomoravské říše, kdy uvolněné slezské území začali osídlovat germánsko-slezské kmeny zakládající zde svá hradiště. Nejjižněji položené pak bylo hradiště Čulla (v překladu "Za řekou"), které se dále rozvíjelo především obchodně. Dnes je to obec Staré Město. Historik Julius Bayer ho ve své knize Pamětihodnosti města Fryštátu (1876) popisuje již od počátku 11. století jako prvořadé obchodní středisko. Oblast protínaly obchodní stezky a také hlavní evropské královské cesty spojující Vídeň a Prahu s Krakovem a dále se Slezskem, Saskem a Braniborskem, což předurčilo Fryštátskému hradišti stát se rezidenčním sídlem slezského knížectví.
Od konce 13. století do roku 1572 mělo město především rezidenční význam, protože zdejší hrad se stal sídelním místem slezských knížat z královského rodu Piastovců. Po jejich vymření roku 1571 nadále zůstává rezidenčním sídlem nejvyšší slezské aristokracie, která se zde udržela až do roku 1945.
Roku 1327 složil Kazimír I. Těšínský lenní slib českému králi Janu Lucemburskému a celé území se stalo součástí Českého království., Karviná (pod názvem Arnoldsdorf) je v tomto vztahu uvedena v první písemné zmínce z 20. července roku 1339, kdy kníže Mikuláš I. Opavský rozmnožil lenní statky o další lokality.

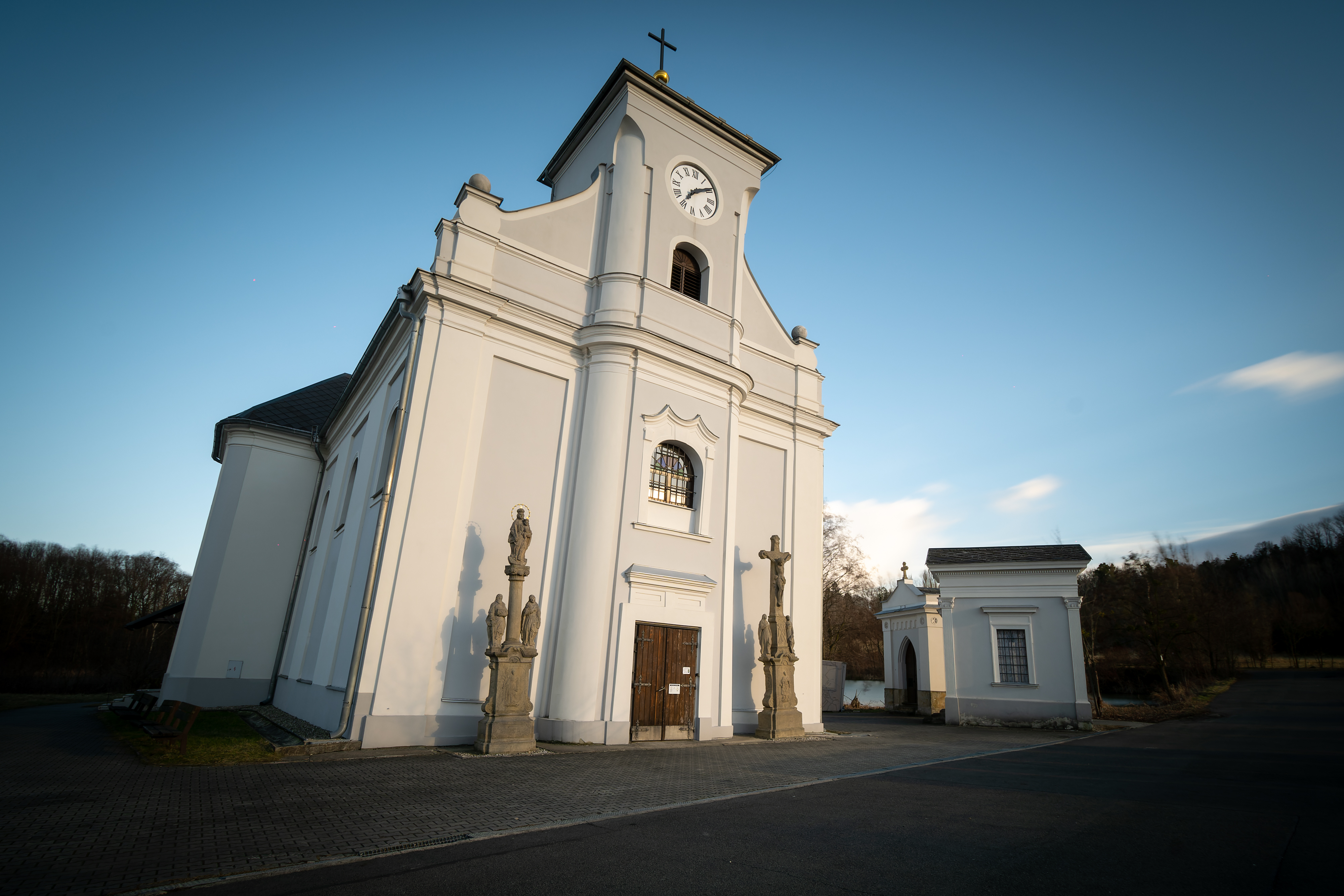
Kostel svatého Petra z Alkantary (známý také jako Šikmý kostel)

V novověku významně ovlivnil rozvoj města od poslední čtvrtiny 18. století objev ložisek černého uhlí z roku 1776 a následný počátek těžby v západní místní části Doly, sídlišti v mírně zvlněné krajině nedaleko řeky Stonávky. Dále následoval rozvoj železáren na počátku 20. století. V závěru 19. století se město stalo lázeňským centrem Těšínska díky nálezu jodobromových solanek, které daly podnět k vzniku zdejších Lázní Darkov. Napojení města na železniční síť v polovině 19. století (Košicko-bohumínská dráha, Severní dráha císaře Ferdinanda) umožnilo prudký rozvoj těžby černého uhlí a výstavby těžkého průmyslu, což podnítilo jak stavební, tak i demografický vývoj města v druhé polovině 20. století.

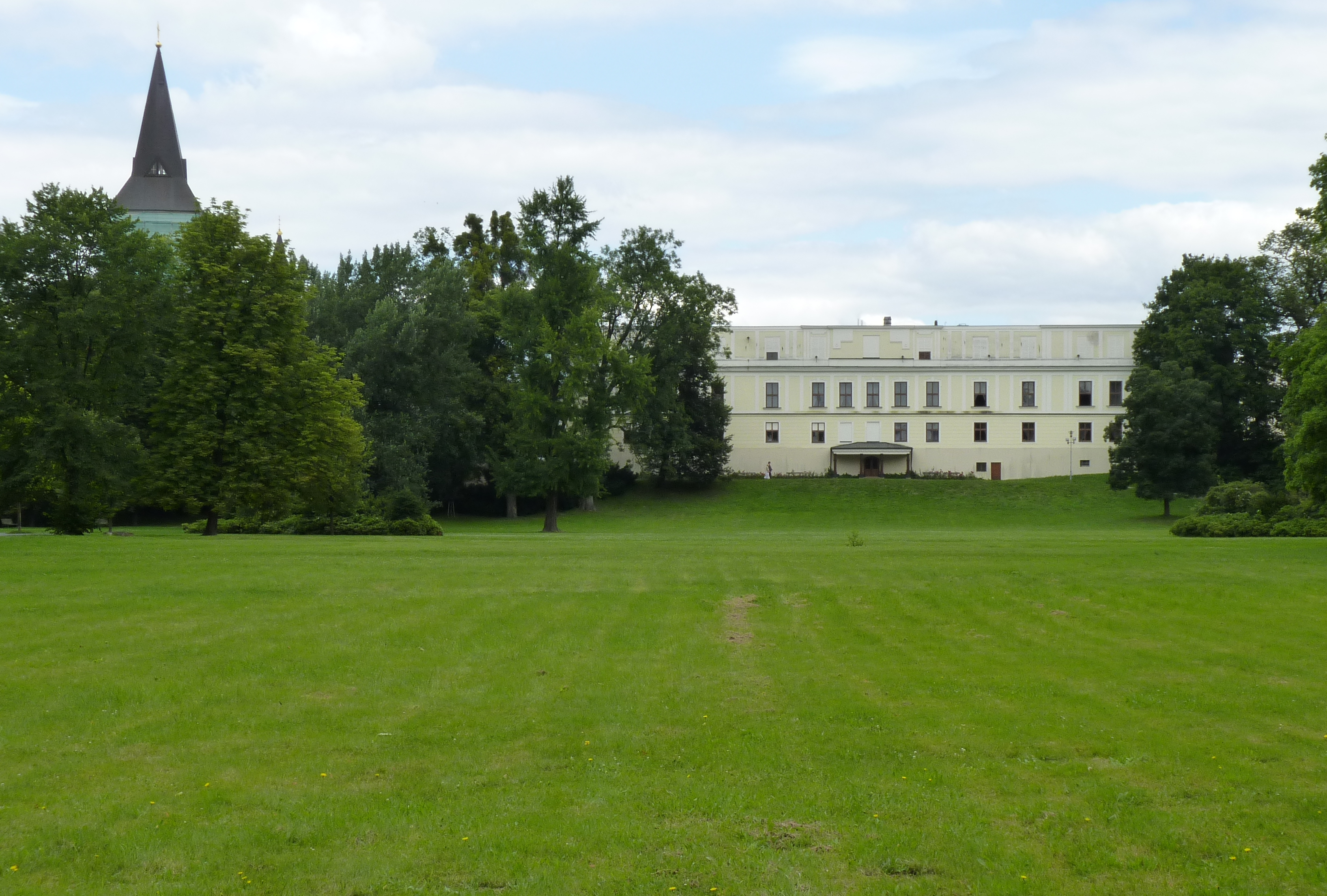
Slezský rezidenční Fryštátský hrad v Karviné

Podle rakouského sčítání lidu v roce 1910 měly obce Karwin, Freistadt, Altstadt, Roj, Darkau a Lonka celkem 29 880 obyvatel (pouze v Karviné 16 808 a ve Fryštátě 7767), z toho 29 155 úředně hlášených, 23 988 (82,3 %) byli polsky, 3907 (13,4 %) německy a 1219 (4,2 %) česky mluvících, 26 616 (89,1 %) bylo katolíků, 2483 (8,3 %) protestantů, 589 (2 %) Židů a 192 dalších náboženství.
Moderní Karviná vznikla roku 1949 sloučením s městem Fryštát (německy Freistadt; dnešní Karviná 1, centrum starého Fryštátu je městskou památkovou zónou). Původní Karviná (díky intenzivní těžbě uhlí dnes již neexistuje; je to předměstská část Karviná-Doly), Darkova (Karviná 3), Ráje (Karviná 4) a Starého Města (Karviná 5). Později ještě byly připojeny Louky nad Olší. Nově vzniklé město se začalo budovat na katastru fryštátského Horního Předměstí ve čtyřicátých letech dvacátého století, které se rozvíjelo již od doby, kdy Severní dráha císaře Ferdinanda přivedla do Fryštátu železnici. Moderní město je postaveno převážně v architektonickém slohu Bruselský styl.
Karviná je největším českým pohraničním městem. Leží na hranici s Polskem. Přímo ve městě jsou dva hraniční přechody (z toho jeden pouze pro osobní vozidla) v místní části Karviná-Ráj. Město se rozprostírá na severním okraji předhůří Beskyd. Karviná leží v údolí řeky Olše a od krajského města Ostravy je vzdálena 18 km východním směrem.
Karviná vždy patřila k ekonomicky silným oblastem s vysokou koncentrací průmyslu, zejména těžebního, na který navazují další výrobní odvětví. Současně dosáhlo město evropského významu díky lázeňství. Již od konce 19. století byly budovány lázně Darkov díky nálezům léčivé jodobromové solanky. V posledních letech byl posílen význam města jako obchodního, univerzitního a turistického centra. Vznikem Obchodně podnikatelské fakulty Slezské univerzity v Opavě se Karviná stala univerzitním městem – spolu s Opavou prvním v Moravskoslezském kraji a po roce 1989 v Československu vůbec.

## Historie

### Nejstarší dějiny

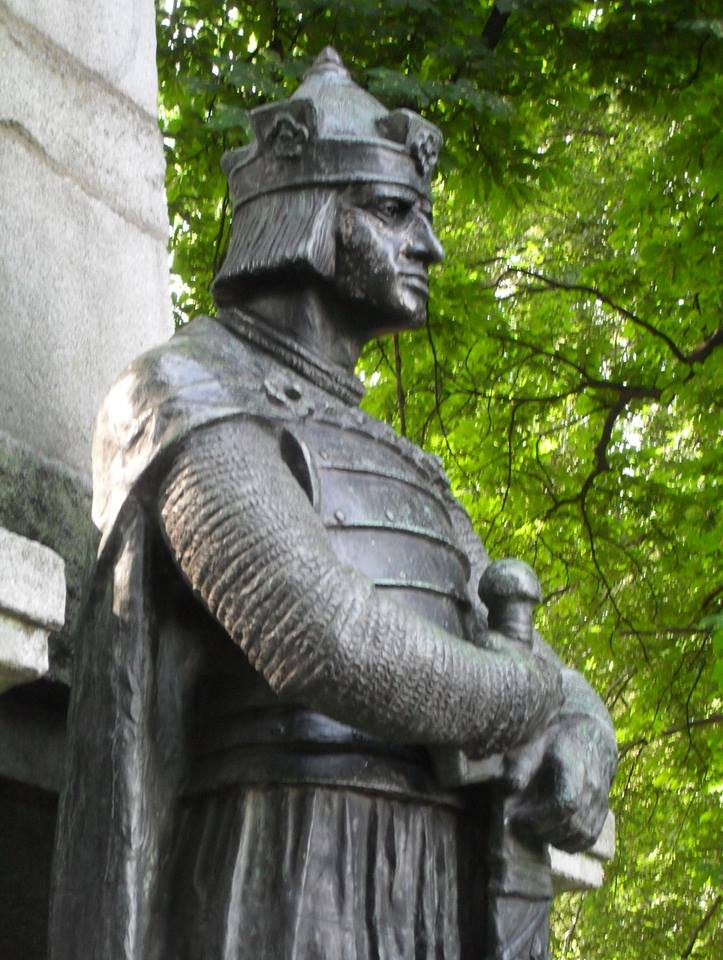
Slezský kníže Mečislav, tchán českého krále Václava III., přemístil po roce 1282 Fryštát na dnešní místo, kde také postavil hradozámek. Stal se tak zakladatelem dnešní Karviné. Jeho potomci zde měli svou rezidenci až do svého vymření roku 1571

Území dnešní Karviné patří ve zdejší oblasti k místům s nejstarším osídlením, o jehož existenci svědčí nálezy kamenných nástrojů z období mladší doby kamenné. Po pádu Velké Moravy roku 906 zde bylo vybudováno slezské hradiště Čula (dnešní předměstí Steré Město), které se počátkem 11. století stalo významným obchodním střediskem. Po roce 1268 bylo toto středisko českým králem Přemyslem Otakarem II. a slezským knížetem Vladislavem proměněno v město Fryštát. Po roce 1268 však bylo po vojenském vpádu slezského knížete Mečislava vypáleno a přemístěno na dnešní místo, kde dal kníže postavit hrad (zámek Fryštát) jež jeho potomci využívali jako svou rezidenci. Nejstarší dochovanou písemnou zmínkou o území dnešního města (osadě Solca) je z roku 1268. Vratislavský desátek z let 1302–1315 obsahuje původní názvy některých zdejších lokalit jako Fryenstat (Fryštát), Roy (Ráj), Carwina (Karviná), Bertholdi Villa (Darkov). Vzhledem k strategicky výhodné poloze Fryštátu na obchodní cestě z Uher do Pobaltí se zde vytvořilo významné středisko obchodu a řemesel, které se mezi léty 1282 až 1945 stalo sídlem nejvyšší slezské aristokracie, která zastupovala českého krále ve Slezsku. Město je pravděpodobně místem narození české královny Violy Alžběty a narodil se zde, vyrůstal a vládl a pravděpodobně je zde i pohřben, slezský kníže Kazimír II., ve své době nejmocnější aristokrat ve Slezsku. Jako rezidence slezských knížat, zástupců českých králů, existovalo město od roku 1571, kdy aristokratický rod slezských knížat zde vymřel smrtí knížete Fridricha Kazimíra Fryštátského. Jeho žena, kněžna Kateřina s dcerou Kateřinou jsou zde pochovány, zatímco kníže Fridrich je pochován v Pardubicích. V 17. století, během 30leté války, bylo město zničeno. Zachovány zde byly jen veřejné budovy, pivovar a zámek spolu s hrstkou měšťanských domů, které jsou připomínkou rezidenčního města. Město se ale pomalu opět rozvíjelo za zdejšího pobytu aristokratických rodů Gaschinů, Taafeeů a především Larisch – Mönnichů. Fryštát, tedy historická Karviná, je dnes chráněnou památkovou zónou.
Fryštát dal také základ pro vznik zcela nového města Karviné, které se na jeho katastrálním území začalo budovat od 50. let 20. století.

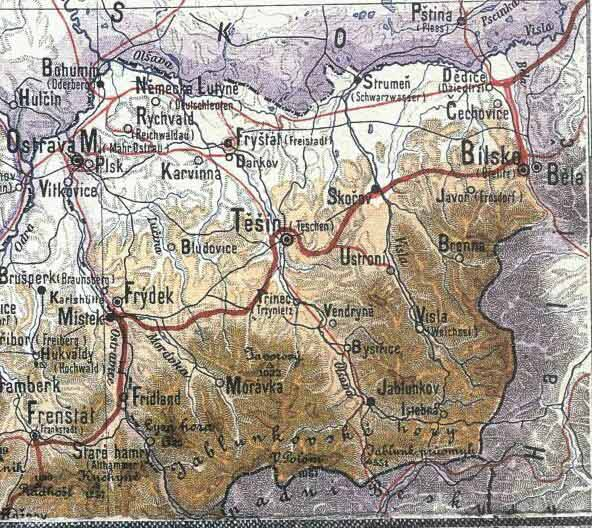
Těšínsko v roce 1888

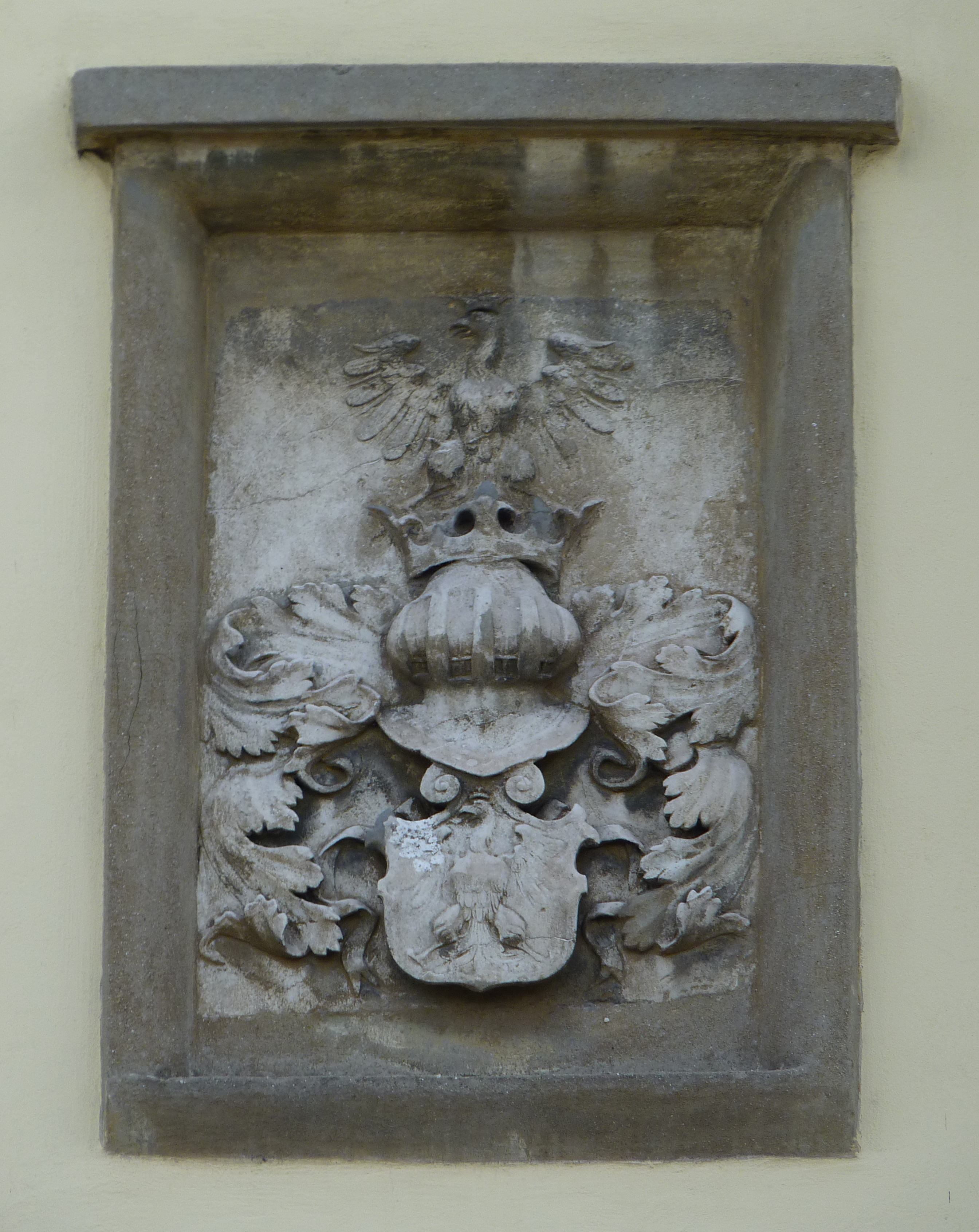
Erb slezských knížat v Karviné – Fryštátě

### Lázeňské místo

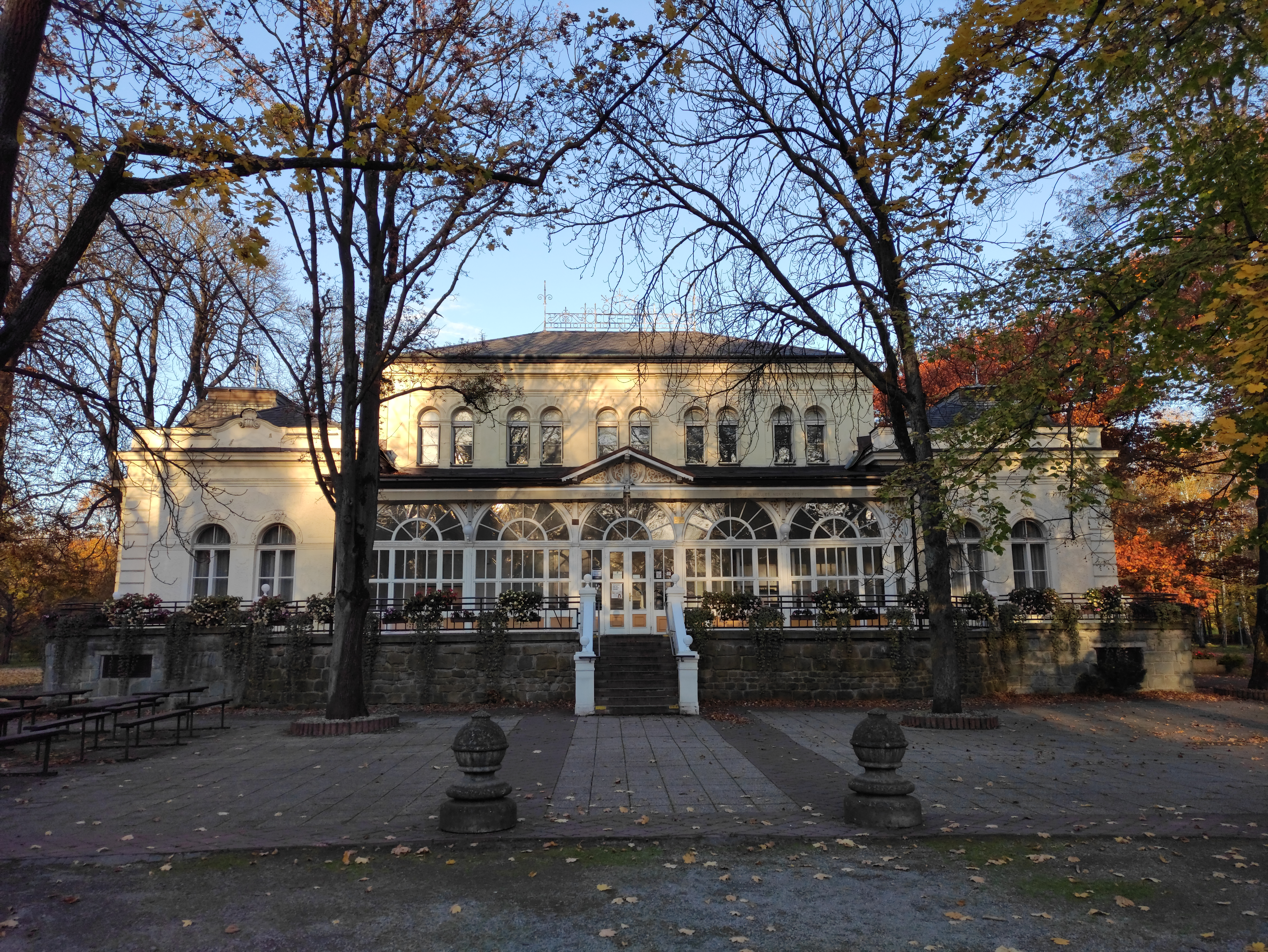
Lázně Darkov v Karviné

Karviná je, alespoň co do počtu obyvatel, největším českým lázeňským městem a nejstarším jodobromovým lázeňským místem Evropy. Léčebné jodobromové prameny jsou ve zdejší oblasti popisované již v druhé polovině 13. století pod názvem Solca, nicméně zkoumány jako léčivé byly až o 600 let později fryštátským lékařem Alojsem Fiedlerem. Po odborném prozkoumání vídeňskou universitou, zde bylo slezským baronem Beesem založeno Lázeňské místo Ráj, později známé jako Lázně Darkov, jehož vlastníkem byl aristokratický rod Larisch – Mönnichů. První lázeňská sezona proběhla roku 1867 a od této chvíle sem putovala zejména rakouská smetánka. Po rozpadu monarchie byly lázně hojně navštěvované umělci, politiky a především sportovci. Během 2. světové války sloužily lázně jako vojenský lazaret německé armády, protože Karviná byla v době války součástí Německé říše, jako město Karwin – Freistadt. V 70. letech 20. století byly lázně rozšířeny o dva výškové bloky rehabilitačního sanatoria a v 80. letech 20. století byly v Klimkovicích postaveny zcela nové budovy sanatoria jako Nový Darkov, ale tato sanatoria dnes fungují jako samostatné lázeňské zařízení. Karviná je díky lázním velice známá především v arabských zemích a je hojně navštěvovaná bohatou arabskou klientelou. V červnu roku 2025 získalo sídlo oficiální status lázeňského města.

### Karviná v Československu
Během let 1918–1920 probíhal mezi nově vzniklými státy Československem a Polskem spor o Těšínsko. Během něj padlo téměř 40 československých legionářů a boje byly zastaveny z podnětu prezidenta Masaryka jednáním ministra Edvarda Beneše s Poláky. Ten byl poté nařčen Karlem Kramářem, „že nerozumí politice“ („a připravil naše legie o další vítězství“). Po krátkém vojenském střetnutí bylo území Těšínska v roce 1920 mezi oba státy rozděleno arbitráží vítězných mocností. Území města připadlo Československu. V roce 1938 Polsko začalo vůči Československu opět vznášet územní požadavky. Ty byly formulovány polskou vládou 21. září 1938 a vzneseny jako součást Hitlerova godesberského memoranda. 30. září 1938 polská vláda zaslala československé vládě ultimátum o okamžitém vydání požadovaných oblastí a 1. října 1938 polská vojska obsadila požadovaná území, včetně území dnešní Karviné. Období polského záboru však netrvalo ani rok. Po porážce Polska Německem na počátku druhé světové války oblast obsadil Wehrmacht a území města s germánským původem bylo přičleněno k Německu. V roce 1944 došlo ke sloučení měst Karvinné (dvě písmena N v názvu města se užívala od roku 1920), Fryštátu a obcí Starého Města, Ráje a Darkova v jeden územní celek s názvem Karwin-Freistadt. Po osvobození města 3. května 1945 se dvojměstí rozpadlo a oblast se vrátila zpět pod správu Československa.
První výstavbu budoucího nového města, ulici Zakladatelská, zahájil předseda vlády Klement Gottwald slavnostním výkopem roku 1946. Roku 1949 následovalo opětovné sloučení okolních obcí v jeden územně správní celek pojmenovaný Karviná. Na území sloučeného města nastal velký stavební rozvoj, který trval až do 80. let 20. století. Svého vrcholu dosáhla Karviná v roce 1977 s počtem 81 882 obyvatel. Od tohoto data počet obyvatel klesá až k počtu 50 130 obyvatel k 1. lednu 2023. Město netíží jen úbytek obyvatel, ale i velká nezaměstnanost, která je způsobena nedostatečnou nabídkou pracovních míst. Úbytek obyvatel je způsoben především stěhováním, protože zvláště mladí lidé těžko hledají kvalifikovanou práci.

### Poválečné architektura a univerzitní město
Moderní (poválečná) městská zástavba leží především na katastrálním území historického města Fryštátu (Karviná-město) a bývalé obce Ráje. V šedesátých letech dvacátého století se realizoval projekt na výstavbu nového, moderního centra Karviné v architektuře bruselského stylu, které se mělo stát pátou českou metropolí.[zdroj?]

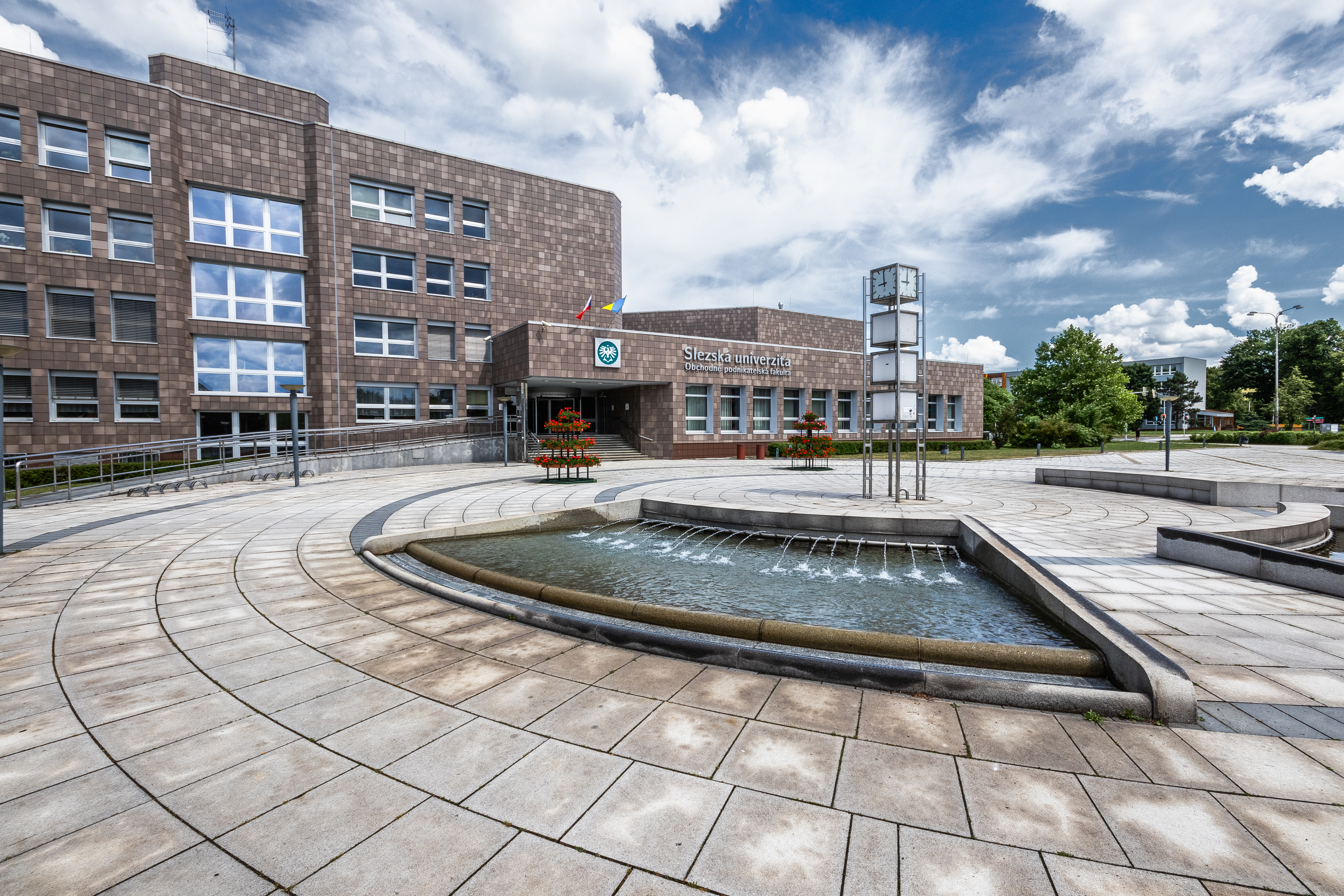
Slezská univerzita v Karviné

Střed města tvoří Univerzitní čtvrť s parkem situovaným mezi křižovatkami ulicí Borovského a třídou Osvobození. Za tímto prostorem s ekologickou zelení, jemuž dominuje vzdálenější skupina výškových budov je schována řada architektonických slohů panoramatu města. Jde především o prvorepublikovou budovu Jiráskovy školy, roh rovněž prvorepublikové budovy Magistrátu, modernu zastupující Obchodní dům a restauraci s obytným blokem nebo funkcionalistické třípodlažní obytné domy.
Touto čtvrtí, jakožto celou jižní částí města, prochází silnice I/67 (třída 17. listopadu), v jejímž středu se nachází hlavní budova Slezské university (Obchodně podnikatelská fakulta v Karviné) s kongresovým centrem a náměstím, obklopené nejvyššími obytnými budovami Karviné a také moderní architekturou v Bruselském stylu. 
Univerzita zde plánuje své rozšíření o futuristickou budovu CEPIS – Centrum podnikání, profesních a mezinárodních studií. Na okraji města, v části Lipiny plánuje výstavbu moderního parku Eden Silesia pro vědu, školství a turistiku. Univerzitní čtvrť je nejmodernější částí Karviné a jakýmsi přechodem mezi historickým Fryštátem a obytnými sídlišti města.
Třída 17. listopadu do roku 2023 sloužila jako transitní tepna, toho roku nahrazená jižním obchvatem, takže dnes slouží jako městský bulvár osázený japonskými sakurami, díky nimž třída získala v roce 2015 titul "Alej roku 2014". Alej prošla ozdravením v letech 2009–10, kdy byly vykáceno 50 starých nemocných stromů a vysázeny nové. Sakury mají životnost cca 20 let.

### Pověsti
Zvon ve zdejším kostele měl nejsilnější a nejlahodnější hlas ve Slezsku, neboť prý do zvonoviny při odlévání vhodili díl stříbra. Byl starší než samotné město, při zániku původní obce se ztratil, až po létech jej na poli vyhrabala svině. Zvon bylo slyšet až do Těšína a jeho hlasu naslouchala těšínská kněžna s takovou oblibou, že se rozhodla zvon koupit. Avšak fryštáčtí jej nechtěli prodat, a proto jí řekli, že by za něj musela vysázet tolik dukátů, že by to dosáhlo po cestě z Těšína až do Fryštátu. Jenže kněžna na obchod přistoupila, a tak jí radní museli zvon vydat. Kněžna si zvon zavěsila na svém hradě, ale zvon přes noc ulétl zpět do Fryštátu. Kněžna vidouc ten zázrak to vzdala a nechala Fryštátu jak zvon, tak i peníze. Jen okna kostelní věže směrem k Těšínu nechala zazdít, aby ji hlas zvonu nelákal.

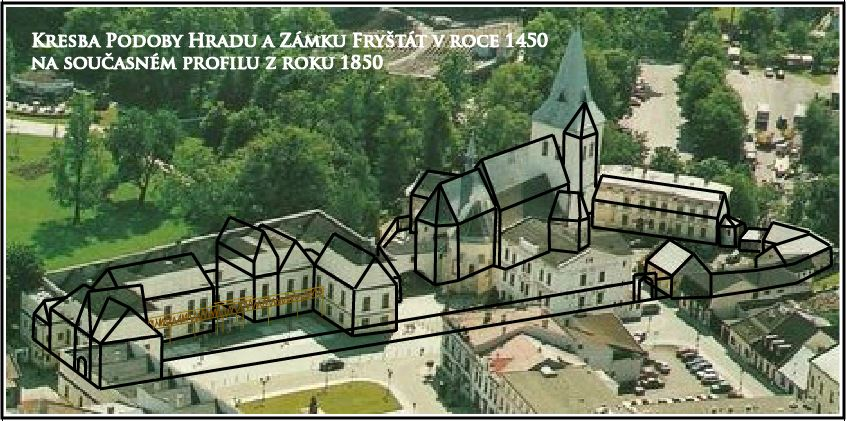
Kresba středověké podoby hradu na současném profilu
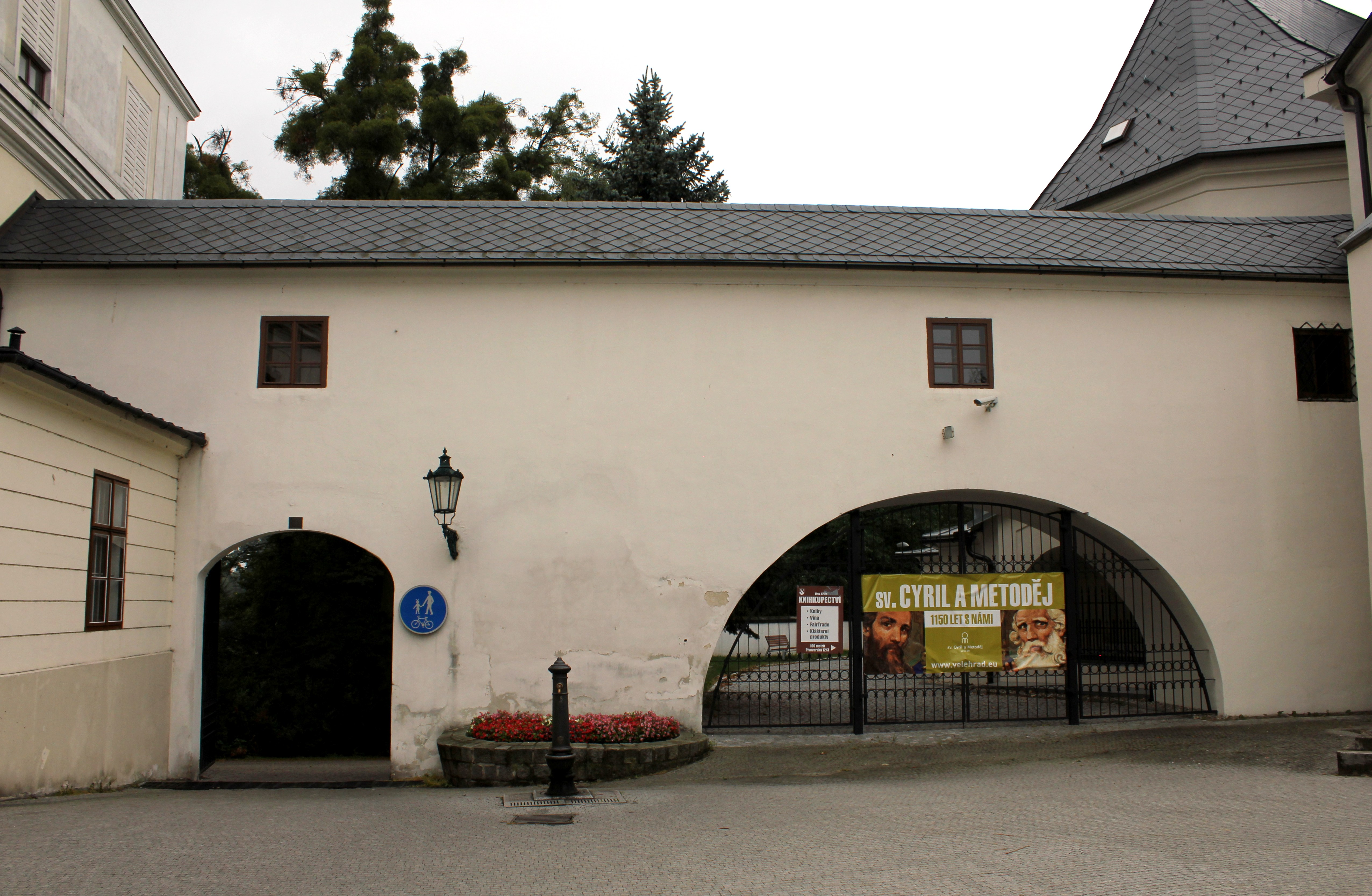
Malé nádvoří hradu se Zahradní bránou
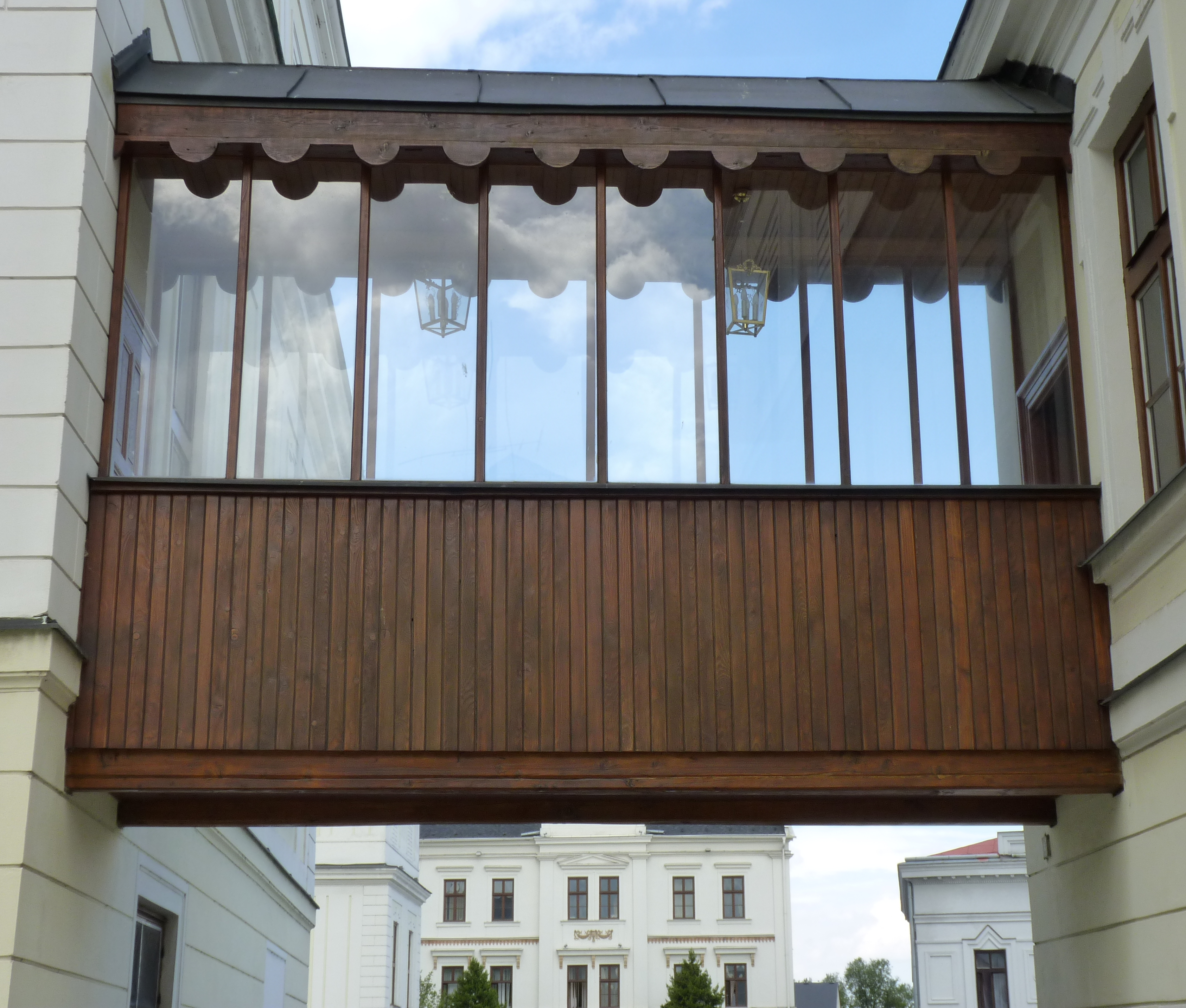
Dřevěná chodba spojuje hrad s jeho nejmladší budovou, Lottyhausem
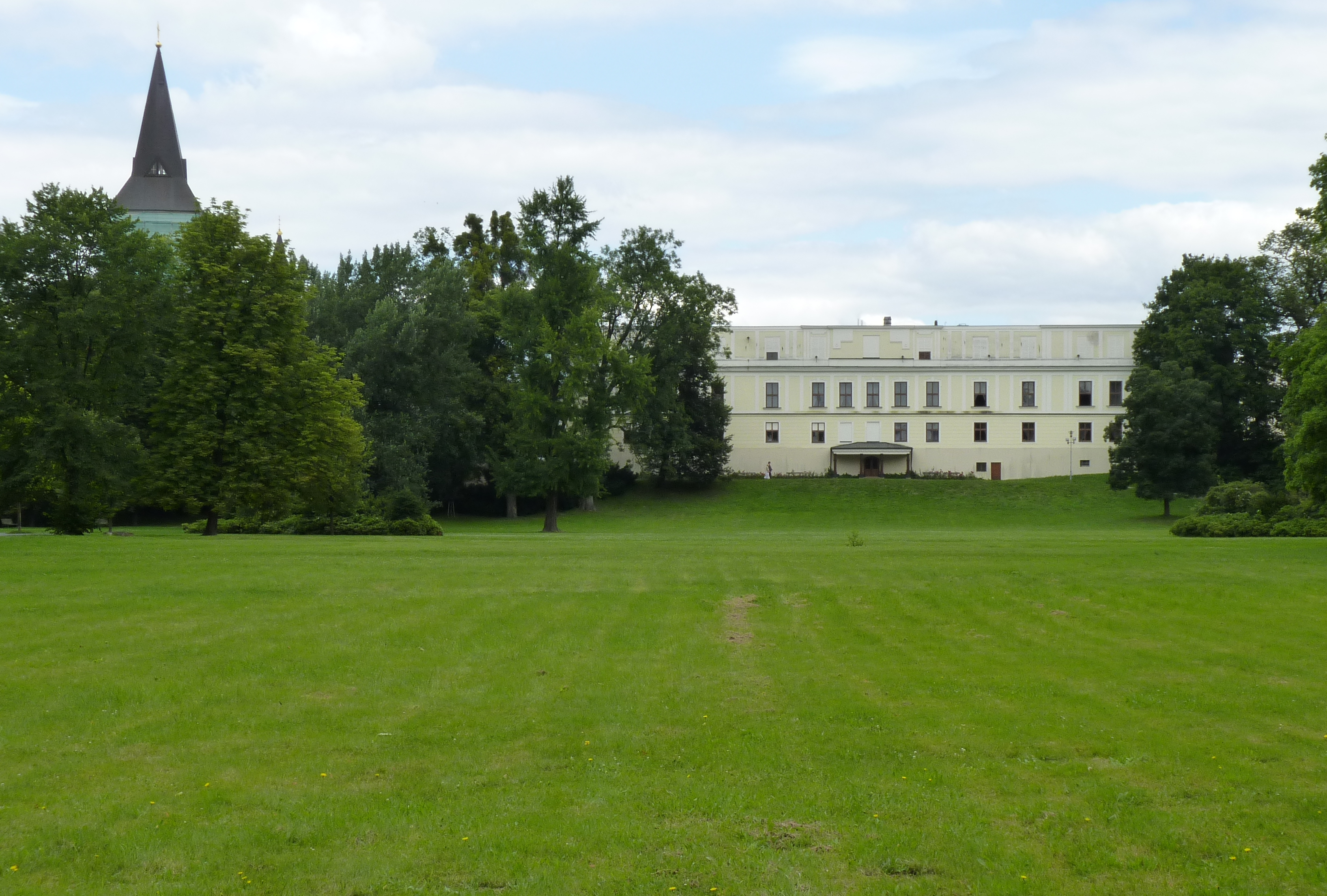
Fryštátský hrad je již více než 730 let krajinnou dominantou

## Městské památky

### Historická památková zóna

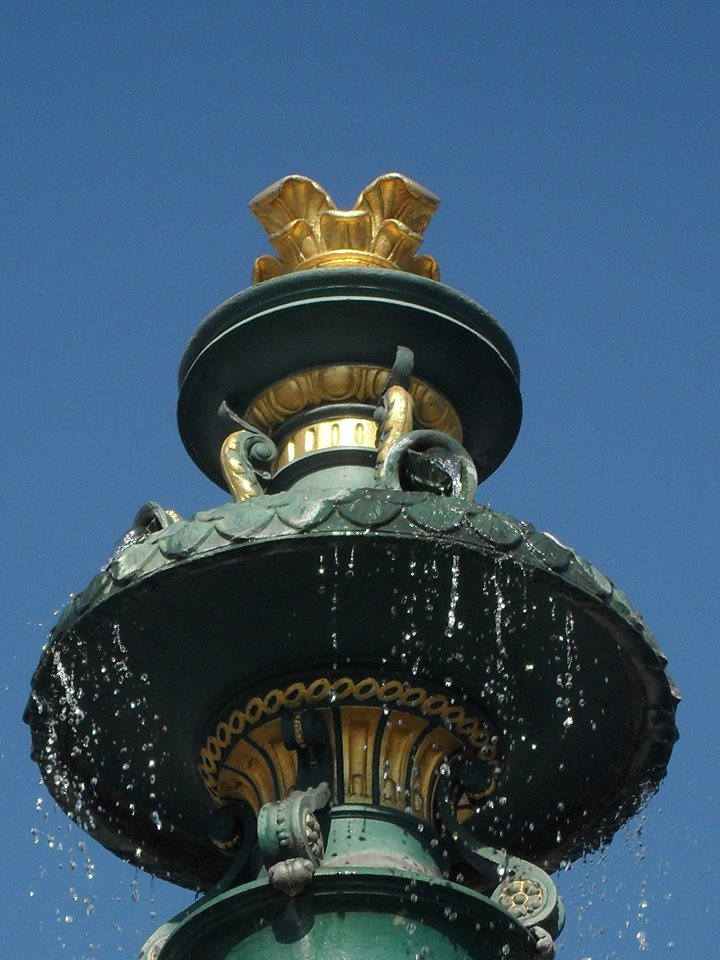
Špice Vídeňské kašny v historickém centru Karviné (Fryštátu)

Město založené jako nové město fryštátské jeho prvním knížetem Měškem I. Piastovským roku 1290. Nejstarší stavbou nového města, povýšeného na Slezské knížecí město je areál Fryštátského hradu, jehož stavba začala v roce 1288 a po celou dobu své existence byl sídlem nejvyšší slezské aristokracie a mezi lety 1327–1573 byl lénem českých králů. Přilehlé město pochází z počátku 14. století. V druhé polovině 19. století byly na fryštátském předměstí objeveny jodobromové prameny, díky kterým zde vznikly věhlasné lázně. Za dobu své existence se v nich léčila celá řada významných osob. Roku 1992 zde byla vyhlášená městská památková zóna. Podrobný seznam památek je uveden v článku Fryštát, Lázně Darkov, Doly (Karviná) a Staré Město (Karviná).

#### Slezské knížecí město
- Královská trasa v Karviné
- Slezský knížecí hrad s parkem Archivováno 5. 6. 2021 na Wayback Machine.
- Stará radnice s věží a bývalým knížecím pivovarem
- Knížecí dům
- Vídeňská litinová kašna
- Kostel Povýšení svatého Kříže
- Kostel sv. Marka

#### Staré lázně
- Lázeňský most
- Sanatorium
- Společenský dům Kurhaus

#### Ostatní historické památky
- Kostel sv. Petra z Alkantary
- Zámecký dvůr hraběte Taafa

#### Oblast třídy Osvobození
- Dům Pionýrů a mládeže
- Administrativní výšková budova na třídě Osvobození
- Náměstí Budovatelů
- Městský dům kultury
- Administrativní výšková budova Kovona
- Společenské centrum Kovona

#### Oblast třídy 17. listopadu
- Zimní stadion
- Obchodní dům PRIOR
- Magistrát města Karviné
- Masarykovo náměstí
- Slezská universita
- Bytový výškový blok s tiskárnou Hutník
- Výškové budovy Brusel
- Sakurová alej
- Nemocnice V Ráji

#### Oblast Horního okruhu
- Náměstí Kosmonautů
- Bytový výškový blok s kavárnou U Slunka
- Kino Centrum
- Obchodní středisko JAS
- Výškové bloky Sanatoria Lázní Darkov
- Administrativní výšková budova na tř. Havířská
- Hala házené
- Hlavní nádraží

### Industriální památky
- Průmyslová zóna Kovona a Jäkl
- Železniční nádraží Karviná-město
- Vodárenská věž
- Důl Gabriela
- Důl Barbora
- Železniční nádraží Karviná-Louky nad Olší
- Úzkorozchodné tramvaje
- Nádraží Severní dráhy císaře Ferdinanda

## Obyvatelstvo

### Počet obyvatel
| 1869  | 1880   | 1890   | 1900   | 1910   | 1921   | 1930   |
| ----- | ------ | ------ | ------ | ------ | ------ | ------ |
| 8 900 | 11 895 | 16 305 | 24 195 | 29 880 | 35 748 | 37 645 |

| 1950   | 1961   | 1970   | 1980   | 1991   | 2001   | 2011   | 2020   | 2021   |
| ------ | ------ | ------ | ------ | ------ | ------ | ------ | ------ | ------ |
| 38 465 | 49 418 | 78 546 | 78 334 | 68 405 | 65 141 | 56 897 | 50 902 | 48 473 |

| 1869  | 1880  | 1890  | 1900  | 1910  | 1921  | 1930  | 1950  | 1961  | 1970  | 1980  | 1991  | 2001  | 2011  | 2021  |
| ----- | ----- | ----- | ----- | ----- | ----- | ----- | ----- | ----- | ----- | ----- | ----- | ----- | ----- | ----- |
| 1 055 | 1 182 | 1 413 | 1 867 | 2 642 | 3 003 | 3 666 | 4 584 | 5 117 | 5 509 | 4 926 | 4 347 | 4 009 | 4 059 | 4 031 |

### Struktura populace
Podle výsledků sčítání obyvatelstva v roce 2001 se 8,5 % obyvatel města hlásilo ke slovenské a 8 % obyvatel k polské národnosti. Zajímavostí města je vysoký podíl obyvatel bydlících v panelových domech, který dosahuje 92 %.

Věková struktura obyvatel obce Karviná roku 2011
Rodinný stav obyvatel obce Karviná roku 2011
Vzdělání obyvatel obce Karviná roku 2011

Podobně jako u dalších měst v českém pohraničí byla i socio-demografie Karviné poznamenána nepřirozenou migrací. V moderní době došlo k významným vlnám jednak po 2. sv. válce, kdy byli násilně vysídleni Němci v důsledku Benešových dekretů. Druhý případ byl ve 2. pol. 20. stol. při pokusech o gentrifikaci a znovuosídlování oblastí, které byly poznamenány těžkým průmyslem. Karviná je tak jedním z řady měst, které dlouhodobě čelí imigraci nepřizpůsobivých občanů, např. romského etnika. Následkem tohoto procesu se řada ulic či dokonce čtvrtí proměnila v no-go zóny (příp. dokonce ghetta  ), kde je pro místní obyvatele každodenním problémem nepořádek, nečistota, kriminalita, alkohol a drogy. Řada politických reprezentací, ať už na místní nebo celostátní úrovni, se pokoušela situaci narovnat : např. omezováním sociálních dávek a příspěvků na bydlení, budováním tzv. anti-konfliktkních týmů anebo zásahy zmocněnců NGOs na komunitní úrovni.

## Členění města

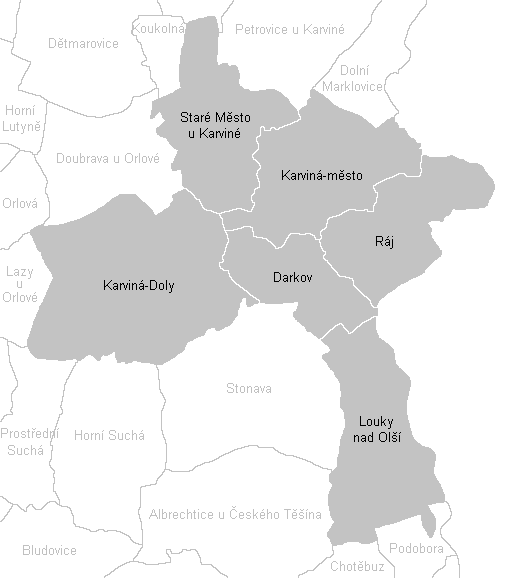
Katastrální území Karviné

Karviná se člení na 6 katastrálních území, na kterých leží 9 místních částí:
- Darkov – část Lázně Darkov
- Karviná-Doly – část Doly
- Karviná-město – části Fryštát, Hranice, Mizerov, Nové Město
- Louky nad Olší – část Louky
- Ráj – část Ráj
- Staré Město u Karviné – část Staré Město

Místní části jsou někdy číslovány:
- Karviná 1 – Fryštát – místní část Fryštát
- Karviná 2 – Doly – místní část Doly
- Karviná 3 – Darkov – místní část Lázně Darkov
- Karviná 4 – Ráj – místní část Ráj
- Karviná 5 – Staré Město – místní část Staré Město
- Karviná 6 – Nové Město – místní část Nové Město
- Karviná 7 – Mizerov – místní část Mizerov
- Karviná 8 – Hranice – místní část Hranice
- Karviná 9 – Louky – místní část Louky nad Olší

## Správa města a správní území
Karviná byla dříve okresním městem, v současnosti je obcí s rozšířenou působností a pověřeným obecním úřadem. Okres Karviná ale stále existuje a skládá se ze 17 obcí, správní obvod obce s rozšířenou působností ze 4 obcí – Dětmarovic, Karviné, Petrovic u Karviné a Stonavy. Stále zde ovšem působí okresní soud, okresní státní zastupitelství, okresní archiv.
Úřad primátora statutárního města Karviná vykonává ode dne 8. ledna 2018 Jan Wolf (ČSSD), bývalý první náměstek, který v čele města nahradil svého stranického kolegu Tomáše Hanzela (ČSSD), který stal v čele města od roku 2006.

## Doprava

### Silniční
Městem procházejí silnice I/67 a II/475. Končí zde silnice I/59. Kolem města byl v roce 2023 zprovozněn obchvat.

### Železnice
Výstavbou Košicko-bohumínské dráhy v roce 1869 vzniklo první železniční spojení Karviné. Na této trati se nacházela dnes již nákladová stanice Karviná-Doly (původně Karvinná hlavní nádraží). V roce 1898 byla postavena a připojena trať do Petrovic u Karviné.
V roce 1948, kdy byly obce Karvinná (dnešní část Doly), Fryštát, Staré Město, Darkov a Ráj spojeny do dnešní Karviné a město se začalo rozrůstat, byla trať ve špatném stavu z důvodu poddolování, a tak se (i kvůli výstavbě sídliště Ráj) rozhodlo o zrušení úseku Karviná-Doly – Karviná Město. Provoz na trati skončil v roce 1962.
Důlní vlivy se začaly negativně podepisovat také na trati mezi Bohumínem a Českým Těšínem, proto byla postavena přeložka trati z Dětmarovic do Louk nad Olší. Součástí stavby bylo nové nádraží, které se nachází blíže centru nové Karviné (bývalého Fryštátu). Provoz na novém Karvinském hlavním nádraží začal v roce 1963. Ve stejném roce začal provoz i na stanici Karviná-Darkov, ale osobní provoz skončil v roce 2016 z důvodu nízkého vytížení stanice.

### Tramvajová doprava
Karviná měla tramvajové spojení s Ostravou a Bohumínem od roku 1912 na Masarykovo náměstí, do roku 1950. Se stavbou části Nové Město se trať v roce 1953 prodloužila. V roce 1961 se celá trať zrušila z důvodu poddolování. V roce 2022 se plánuje postavení nové “meziměstské” tramvaje Karviná-Orlová-Rychvald-Ostrava.

### Městská doprava
Karviná má autobusovou dopravu o velikosti 10 linek kterou zřizuje Transdev Slezsko a. s., provozovna Karviná (bývalý dopravce 3CSAD). Linky obsluhují téměř všechny části (kromě částí Louky a Doly). Linky se číslují 511–520. Děti do 15 let a lidi starší 65 let mají v Karviné pomocí čipové karty Odiska jízdné zdarma na jeden rok.

### Mezinárodní linka Karviná – Jastrzębie Zdrój
V roce 2022 se zprovoznila linka 000326 z Karviné do Jastrzębia aby odvážela obyvatele Karviné do Nákupních Center na nákupy do Polska a Poláky do fabrik na Novém Poli. Na polské straně směrem do Jastrzębia je povolen jen výstup a na druhou stranu do Česka se pouze nastupuje.

## Sport

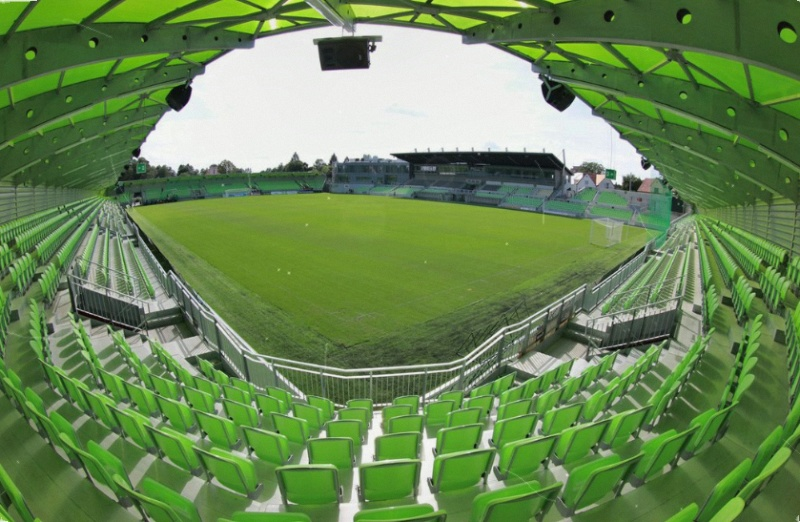
Městský stadion Karviná

Sportovní chloubou města je především mužský házenkářský klub HCB Karviná. Založen byl v roce 1955 a má na svém kontě již čtrnáct mistrovských titulů. První dva vybojoval ještě v československé lize (1967/68, 1971/72), ovšem zlatou érou bylo především první desetiletí 21. století. V letech 1999–2010 vyhrál všechny ročníky české extraligy s výjimkou jednoho. V letech 2003–2010 to bylo sedm titulů v řadě, čímž Karviná vyrovnala rekord pražské Dukly ze 60. a 80. let 20. století. Od té doby navíc přidala další dva tituly (2017/18, 2021/22). Od roku 2000 do roku 2006 byla každoročním účastníkem nejprestižnější evropské klubové soutěže – Ligy mistrů. Své domácí zápasy HCB Karviná hraje v hale Cihelní, která byla postavena v roce 1982 a rekonstruována roku 2011.

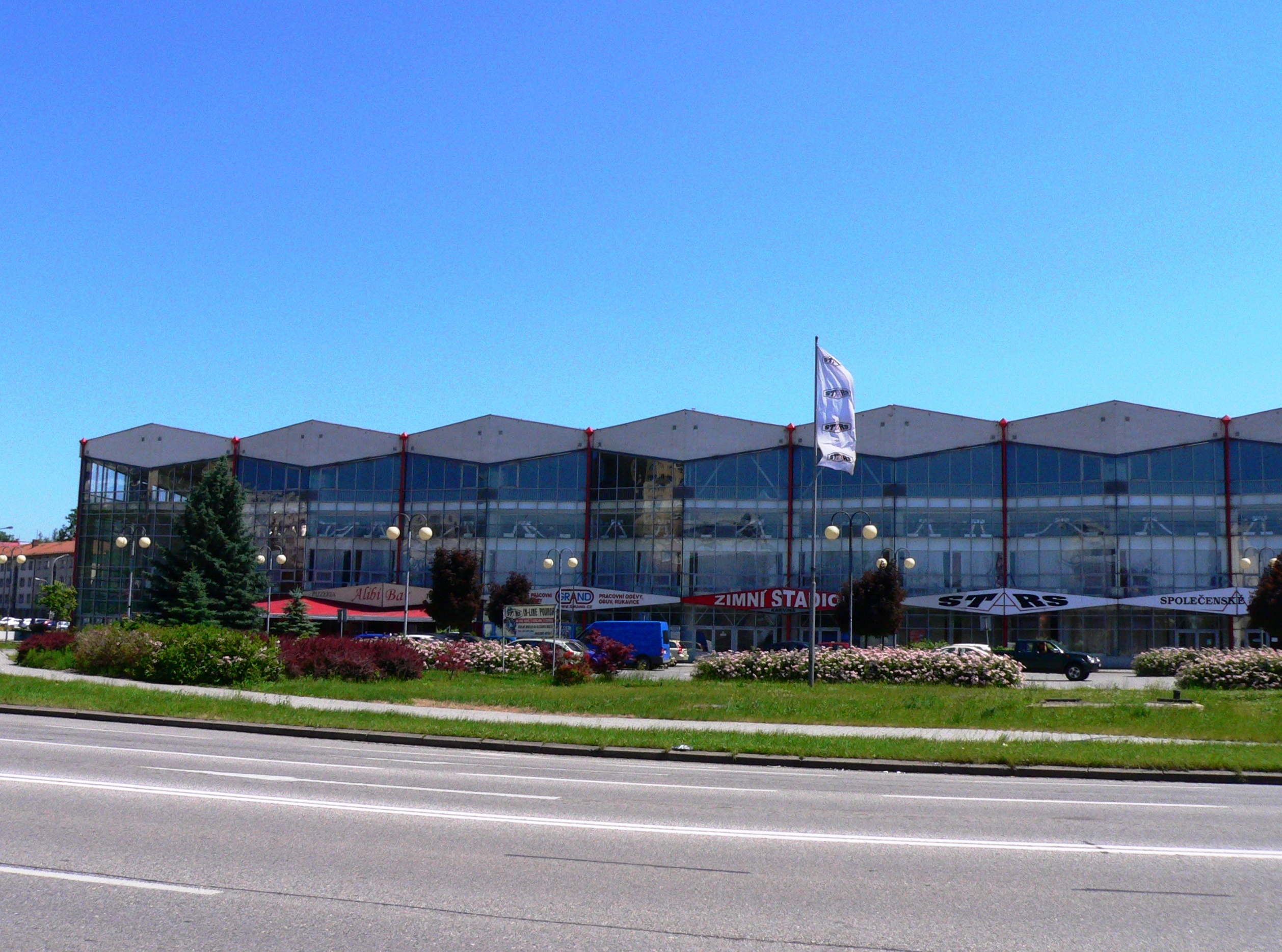
Zimní stadion Karviná

Dalším významným klubem je fotbalový MFK Karviná, který hraje nepřetržitě od sezóny 2016/17 nejvyšší českou fotbalovou soutěž (s výjimkou sezóny 2022/23). Prozatím nejlepšího výsledku dosáhl hned v té úvodní, kdy skončil na desátém místě. Své domácí zápasy sehrává na městském stadionu v Karviné-Ráji, který má kapacitu 4833 diváků. Odchovancem klubu je brankář Jan Laštůvka. Karvinský zeleno-bílý dres oblékali i reprezentanti Radek Slončík či René Bolf. Od roku 1952 působil v Karviné ještě jeden klub, jehož poslední název zněl FC Karviná. Hrával na stadionu Kovona (Kovona byl také původní název klubu). Strávil dvě sezóny v nejvyšší soutěži (1996/97, 1998/99). Zanikl v roce 2003.
Za zmínku stojí také lední hokej. Ten se hrál v Karviné již od 50. let, ale vývoj karvinského hokeje provází řada problémů. HC Baník Karviná zanikl roku 2013. Nejtradičnější klub, jehož poslední název zněl HC Býci Karviná (v minulosti SK Karviná), zanikl v roce 2021, poté co město odmítlo klub podporovat kvůli finančním nesrovnalostem. Město se pak rozhodlo založit nový klub HK Karviná. Ten má však zatím jen mládežnické oddíly. Paradoxem je, že mají k dispozici jednu z nejmodernějších hal v republice, Zimní stadion Karviná, který má kapacitu 7500 diváků, což z něj činí sedmý největší hokejový stadion v Česku.
Ve městě se rovněž nachází basketbalový klub TJ Sokol Karviná, jehož junioři patří mezi špičku v ČR; muži však hrají pouze 3. nejvyšší soutěž. Karviná má také zastoupení v extralize hokejbalu (HbK Karviná), juda, sportovní střelby a ve městě se rovněž hraje florbal. V poslední době je velmi oblíbená nová sportovní disciplína workout.

## Životní prostředí

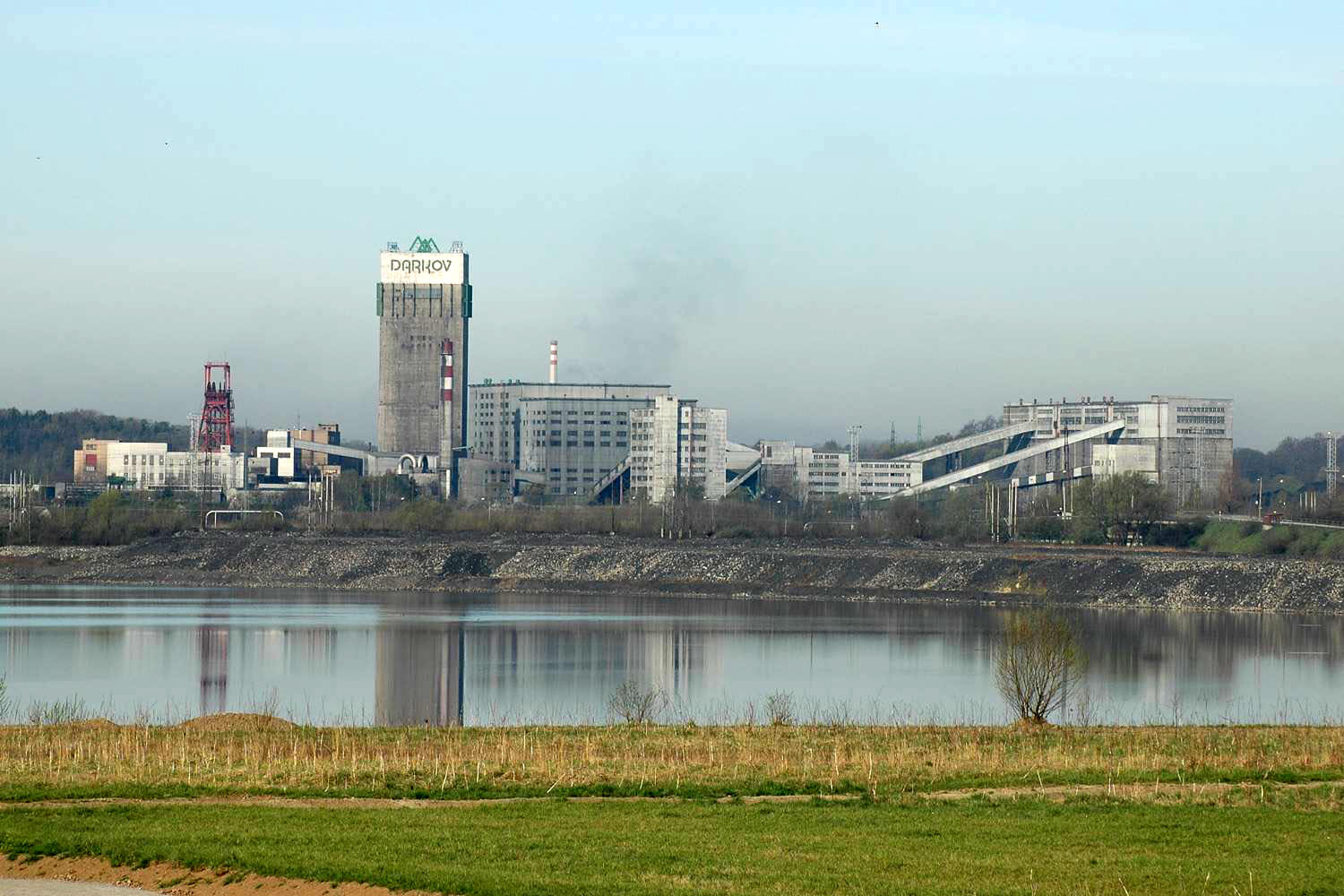
Komplex dolu Darkov v Karviné

### Znečištění ovzduší
V souvislosti s vysokou koncentrací těžkého průmyslu v oblasti patří ovzduší v Karviné mezi nejvíce znečištěné v České republice. Ve znečištění rakovinotvorným benzopyrenem patří podle Státního zdravotního ústavu k nejzamořenějším oblastem. V roce 2005 průměrná celoroční koncentrace benzo-a-pyrenu činila 5,1 ng·m−3. Podle výzkumu prováděného společnou laboratoří Ústavu experimentální medicíny Akademie věd České republiky a Zdravotního ústavu Středočeského kraje na vzorku 23 městských strážníků v Karviné bylo v jimi vdechovaném vzduchu naměřeno 6,6 ng·m−3 benzo-a-pyrenu. Např. u strážníků v Praze bylo naměřeno 0,8 ng·m−3.

### Následky těžby

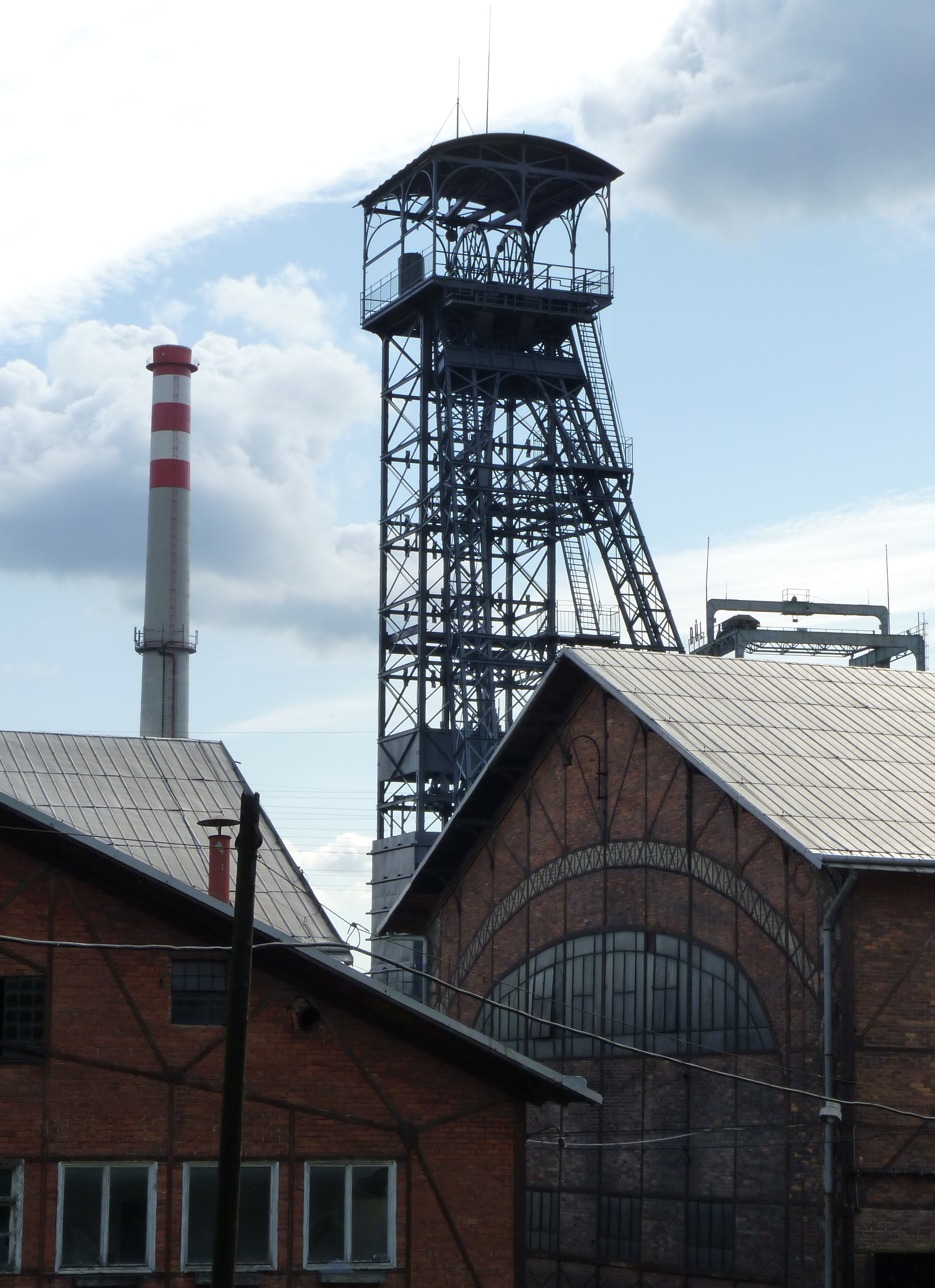
Hornická památka – důl Barbora

Některé části města se také potýkají s důsledky hlubinné těžby uhlí, zejména s poddolováním, které narušuje statiku budov, z nichž řada musela být opuštěna a stržena. Postupně tak těžbě padla za oběť původní Karviná včetně řady pozoruhodných stavebních památek. Těžba si následně vyžádala likvidaci dalších příměstských lokalit. Zlikvidována a poddolována byla převážná většina místních částí Louky nebo Darkov.

### Ekonomika
Základem prosperity byla těžba kvalitního kamenného uhlí, které se stalo základem rozvoje průmyslu na celém Ostravsku. Na katastru města postupně vzniklo slučováním někdejších menších šachet několik velkodolů – Důl ČSA, Důl Darkov, Důl ČSM. Obrat v tomto vývoji nastal v 90. letech v souvislosti s útlumem těžby (v ostravské části revíru byla těžba úplně zastavena).
Kromě uhelných dolů sídlí ve městě řada dalších podniků. Sídlila zde Kovona Karviná – někdejší největší producent bytových jader a sklolaminátových materiálů u nás. Po roce 2000 vznikla ve městě průmyslová zóna Nové Pole. Své výrobní haly zde mají firmy jako Robe lighting, Shimano, Sejong, Gates, Mölnlycke Health Care a další.

### Plán na výstavbu spalovny odpadů
Do městské části Karviná-Doly naplánoval krajský úřad výstavbu velkokapacitní spalovny odpadu, do které by se ze širokého okolí mohlo ročně svážet 200 000 tun komunálního odpadu. Se záměrem nesouhlasí místní obyvatelé, kteří se obávají, že by spalovna odpadů zhoršila kvalitu již dnes značně znečištěného ovzduší.

## Školství

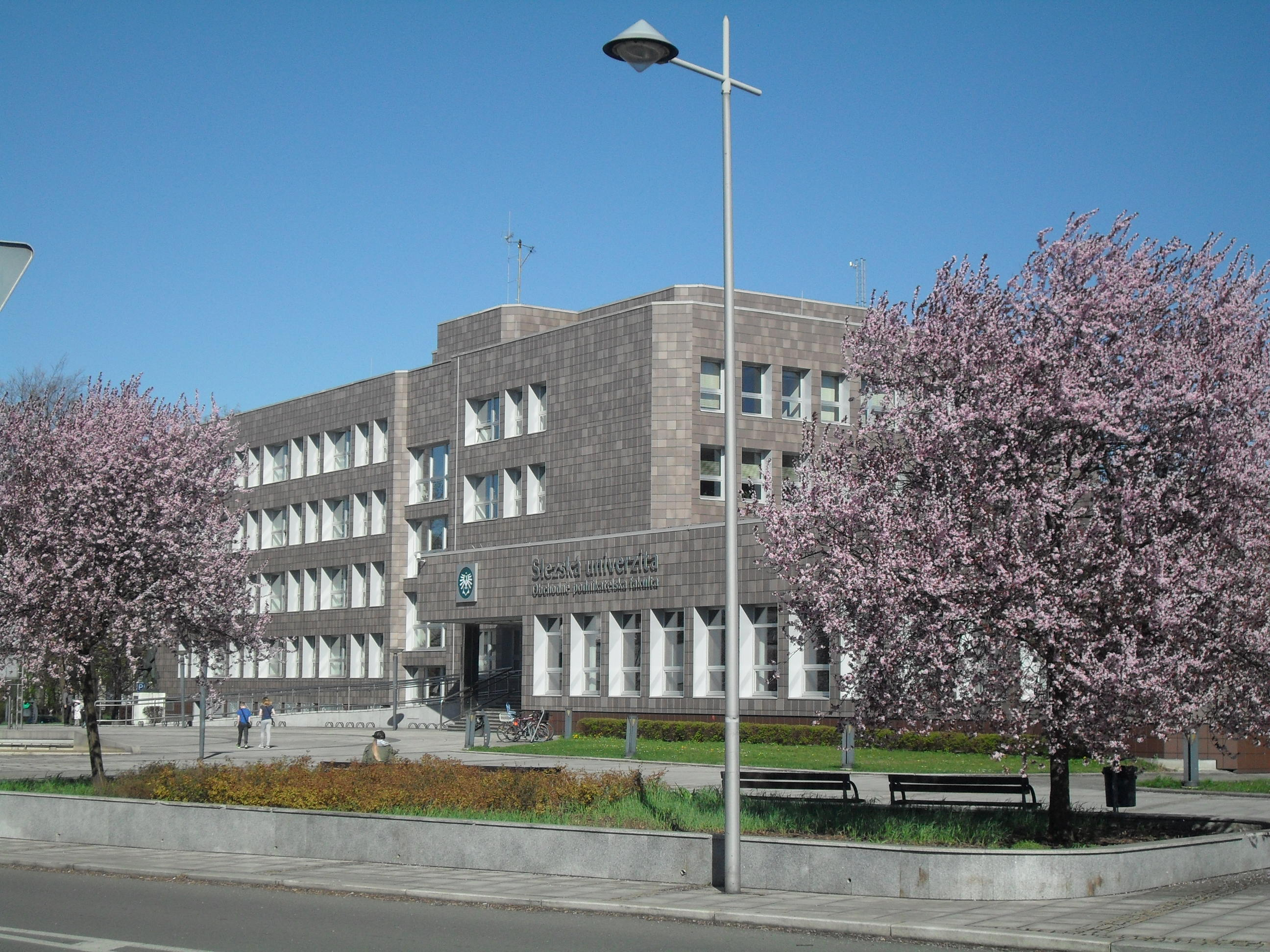
Slezská univerzita jako jedna z dominant centrální třídy 17. listopadu

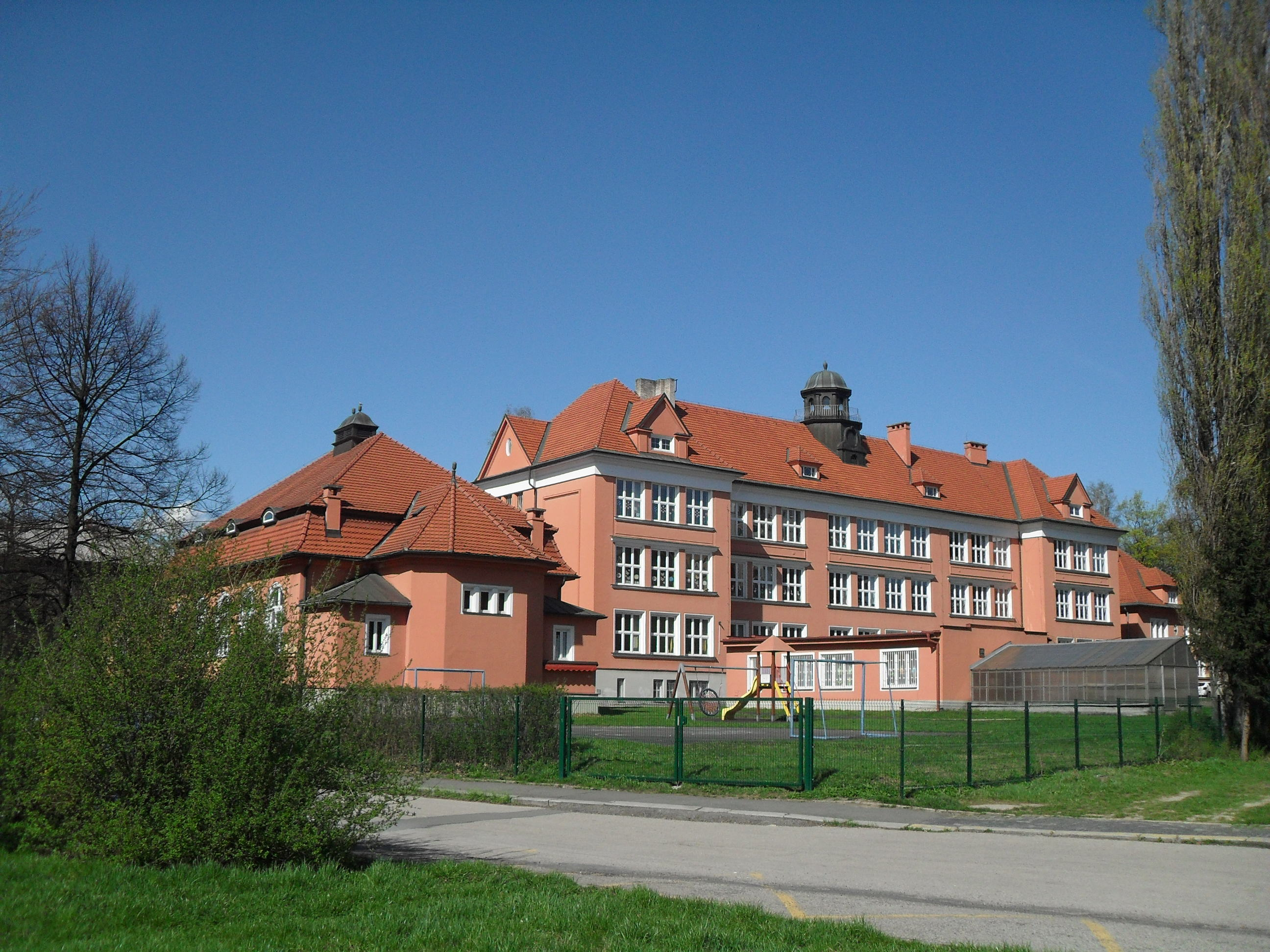
Jiráskova škola z 20. let 20. století je dominantou centrálního prostoru na třídě 17. listopadu

Karviná je mimo jiné také univerzitním městem. Ve městě sídlí Obchodně podnikatelská fakulta Slezské univerzity v Opavě. Dále se zde nachází několik středních škol: gymnázium, střední průmyslová škola, obchodní akademie, střední zdravotnická škola aj. Kromě středních škol také základní a mateřské školy. Umělecké školství města zastupuje Základní umělecká škola Bedřicha Smetany, založená roku 1924.

## Osobnosti
- Wacław Olszak (1868–1936), první polský starosta Karviné
- Gustaw Morcinek (1891–1963), polský spisovatel
- Ferdinand Otto Miksche (1905–1992), československý důstojník, účastník španělské občanské války, příslušník odboje během druhé světové války, vojenský pedagog a teoretik (autor pojmenování vojenské strategie „blitzkrieg“)
- Leon Derlich (1905–1965), etnograf, amatérský lingvista a dialektolog, publicista, spolupracovník hnutí odporu za 2. světové války
- Wilhelm Kosarz (také Vilém Košař; 1908–1940), válečný pilot, člen polské 302. perutě RAF.[41] Člen tzv. Českého čtyřlístku společně s Josefem Františkem, Josefem Balejkou a Matějem Pavlovičem.[42][43]
- Franciszek Świder (1911–1997), polský sochař a akademický malíř
- Rudolf Żebrok (1915–1984), polský malíř
- Henryk Flame (1918–1947), polský vojenský pilot, kapitán, vůdce protifašistických a protikomunistických bojových skupin na území Těšínského Slezska.
- Józef Ondrusz (1918–1996) polský etnograf, spisovatel a učitel
- Karel Borský, do roku 1946 Kurt Biheller (1921–2001), československý generál, příslušník 1. československého armádního sboru a poválečný politický vězeň
- Dana Zátopková (1922–2020), atletka, oštěpařka, mistryně Evropy, olympijská medailistka (zlato na OH v Helsinkách 1952, stříbro na OH v Římě)
- Otto Ševčík (1931–2003), český herec a režisér.
- Alfred Biolek (1934–2021), německý televizní kuchař a bavič
- Wilhelm Przeczek (1936–2006), polský učitel, básník a aktivista
- Vítězslav Ďuriš (* 1951), hokejista, stříbrný medailista z mistrovství světa 1979
- Petr Voznica (* 1954), voják a diplomat
- Ernest Bokroš (* 1959), hokejista a trenér
- Pavla Tomicová (* 1962), herečka
- Radek Fukala (* 1963), historik
- Libor Baselides (* 1964), moderátor, herec
- Dáša Vokatá (* 1954), písničkářka, herečka, manželka Oldřicha Kaisera
- Peter Draisaitl (* 1965), hokejista, trenér a sportovní manažer
- Marcel Zmožek (* 1965), textař, skladatel a zpěvák
- Eva Vejmělková (* 1969), herečka, scenáristka a psychoterapeutka
- Šárka Kašpárková (* 1971), atletka, trojskokanka, mistryně světa 1997, bronzová medaile na OH v Atlantě 1996
- Eva Kurfürstová (* 1977), lyžařka
- Adéla Kawka (* 1977), astronomka
- Radek Štěpánek (* 1978), tenista, vítěz Davis Cupu 2012 a 2013, bronzová medaile na OH v Riu de Janeiro 2016
- Petra Němcová (* 1979), topmodelka
- Jan Laštůvka (* 1982), fotbalový brankář, reprezentant
- Jaroslav Bába (* 1984), atlet, skokan do výšky, bronzová medaile na OH v Aténách 2004
- Petr Buchta (* 1985), herec
- Denisa Rosolová (* 1986), atletka, sprinterka, mnohonásobná mistryně ČR a Evropy
- Marie Doležalová (* 1987), herečka a blogerka
- Zuzana Jandová (* 1987), Miss České republiky 2008
- Daniel Kurovský (* 1998), český lední hokejista

## Partnerská města
- Jastrzębie-Zdrój, Polsko
- Jaworzno, Polsko
- Rybnik, Polsko
- Kaili, Čína
- Wodzisław Śląski, Polsko